# Naismith Memorial Basketball Hall of Fame
Naismith Memorial Basketball Hall of Fame, beläget i Springfield i Massachusetts i USA, är ett Hall of Fame som är till för att hedra spelare, tränare, domare och funktionärer från hela världen som har varit viktiga för basketsporten.
Institutionen skapades 1959 på Springfield College, skolan där James Naismith uppfann basketen 1891.
2002 flyttades institutionen, efter flera turer, slutligen till den byggnad där den återfinns i dag. Byggnaden designades av arkitektfirman Gwathmey Siegel & Associates Architects.